# Mytiszczi
Mytiszczi (ros. Мытищи) – miasto w Rosji, w obwodzie moskiewskim położone 19 km od Moskwy, centrum administracyjne rejonu mytiszczańskiego. Miasto znane jest z fabryki wagonów metra, które dostarczono m.in. dla metra warszawskiego. Latem 2013 otwarto pod miastem Federalny Cmentarz Wojskowy.
W mieście znajduje się stacja kolejowa Mytiszczi.

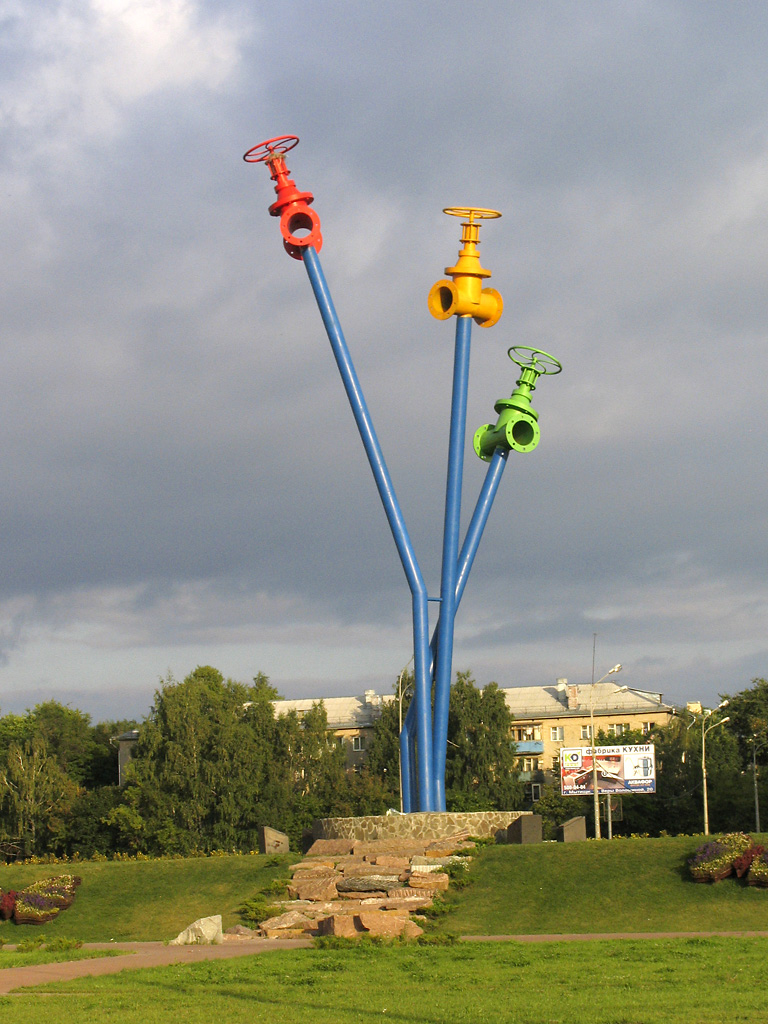
Pomnik wodociągu

## Sport
- Atłant Mytiszczi - seniorski klub hokeja na lodzie
- SMO MHK Atłant Mytiszczi - juniorski klub hokeja na lodzie
- Mytiszczi Arena - lodowisko

## Miasta partnerskie
- Baranowicze
- Borysów
- Czernihów
- Gabrowo
- Lecco
- Nymburk
- Płock
- Poniewież
- Smolewicze
- Żodzino